# Happy Birthday (NEWS單曲)
『Happy Birthday』是日本男性偶像組合NEWS第10張單曲。

## 概要
- 距離前作相隔5個月的單曲。
- 初回生産限定盤及通常盤的封面、內頁及收錄內容是不同。
- PV中山下智久第五次再用寫著(山)(P)的紙杯蓋著自己的雙眼。
- 手越祐也作出了DAIGO的「WISH」手勢(約3:15)。

## 收錄歌曲

### 初回生産限定盤
1. Happy Birthday
  - 作詞: SEAMO、作曲: SEAMO,Shintaro“Growth”Izutsu、編曲: Shintaro“Growth”Izutsu、Brass&Strings編曲：Naoki Otsubo
  - 日本化妝品KOSE『HAPPY BATH DAY』廣告歌
2. 加加加油
  - 作詞: zopp（日语：zopp）、作曲: Tomoya Kinoshita（日语：木下智哉）、編曲: 鈴木雅也
3. GAME of LOVE
  - 作詞: 下地悠、作曲: Shusui,Henrik Andersson-Tervald、編曲: Shusui,Henrik Andersson-Tervald
4. Happy Birthday(伴唱版本)

### 通常盤
1. Happy Birthday
2. 加加加油
3. Push On!
  - 作詞: Aya Harukazu、作曲: Kana、編曲: Wataru Maeguchi、Rap詞: JACRREN